# Лілл-Бабс
Барбра Маргарета «Лілл-Бабс» Свенссон (швед. Barbro Margareta «Lill-Babs» Svensson; 9 березня 1938 року, Ервсе, Хельсінгланд, Швеція — 3 квітня 2018 року, Стокгольм) — шведська співачка, актриса і телеведуча. З кінця 1950-х і аж до своєї смерті в 2018 році, Лілл-Бабс була однією з найпопулярніших артисток Швеції. У 1961 році вона представляла Швецію на конкурсі Євробачення в Каннах з піснею «Квітень, квітень» (англ . «April, april»).

## Дебют та ранні роки
Барбро Маргарета Свенссон народилася в Ярвсі, в 290 км на північ від Стокгольма. Вперше вона почала співати в церкві у віці 11 років. Її перший публічний виступ був з колегою її батька, який акомпанував її виступу на акордеоні. Свенссон вперше виступила на Дні захисту дітей в Ервсе в 1953 році. Незабаром після цього вона почала виступати з оркестром Лассе Шеннінга. Барбра була помічена, коли вона заспівала на ранковому радіо-шоу в 1954 році. Її виконання сподобалося Симону Брему (швед. Simon Brehm), і він взяв Свенссон в Стокгольм, де відбувся її професійний дебют в ресторані Бал Палас (швед. Bal Palais). Вона випустила свій перший музичний альбом в 1954 році, це була грамофонна пластинка з двома піснями — «Min mammas boogie» і «Svar till 'Ung och kär'».
Брем був менеджером Барбри аж до його смерті в 1967 році. Саме Брем дав Свенссон її сценічне ім'я «Лілл-Бабс», що виникло як гра слів і проводить паралель зі старшою і в той час набагато більш відомою співачкою Алісою Бабс (швед. Alice Babs).
Лілл-Бабс дебютувала на телебаченні в 1957 році, а перше шоу, яке вийшло під її ім'ям, з'явилося в 1958 році.
У 1959 році вона виконала пісню Стіккана Андерсона (швед. Stikkan Anderson) "Ти все ще любиш мене, Клас-Йоран?" (Швед. "Är du kär i mej ännu Klas-Göran?"), яка стала справжнім хітом того часу.
Лілл-Бабс також знялася в шведських кінофільмах Svenska Floyd і En nolla för mycket.

## Євробачення і подальша кар'єра

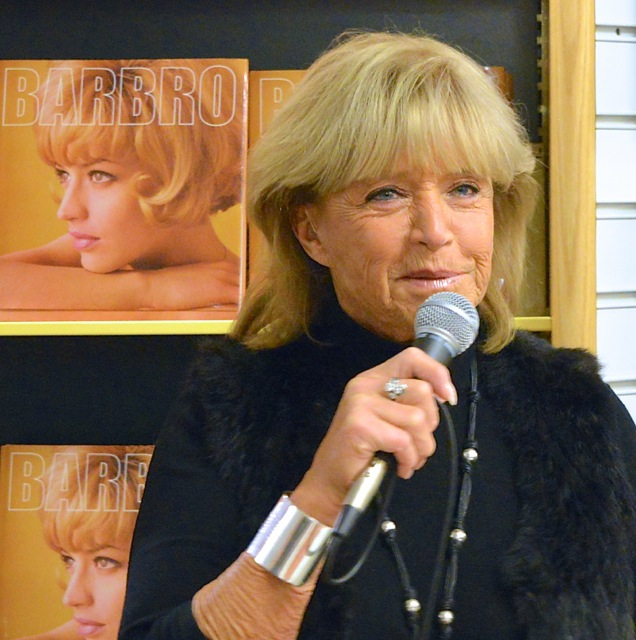
Лілл-Бабс у 2013 році

Лілл-Бабс представляла Швецію на музичному конкурсі Євробачення-1961 з піснею «Квітень, квітень» (англ . «April, april») . Пісня була виконана Сів Мальмквіст (швед. Siw Malmkvist) в національному фіналі, але Лілл-Бабс була обрана для виконання пісні в Каннах, зайнявши з нею чотирнадцяте місце на конкурсі. Лілл-Бабс також виступала на шведському фестивалі пісні Melodifestivalen три рази в 1960, 1961 і 1973 році. У 1969 році вона взяла участь в норвезькому Melodi Grand Prix, але не зуміла завоювати головний приз. Незабаром після Євробачення вона почала кар'єру в Західній Німеччині, де знялася в декількох фільмах. Вона також випустила два сингли англійською мовою для музичного ринку Сполучених Штатів.
Лілл-Бабс познайомилася з «Бітлз» (англ . The Beatles) в 1963 році, коли вона була головною запрошеною зіркою на підлітковому музичному шоу «Drop-In», що транслюється на SVT. Невідома тоді ще світу група попросила її дати їм автограф. У 1970-х вона грала ревю в Kar de Mumma в Folkan, а також виступала в ролі Енні Оуклі (англ . Annie Oakley) в мюзиклі «У Енні твоє зброю» (англ . Annie Get Your Gun) в Гетеборзі.

## Телебачення

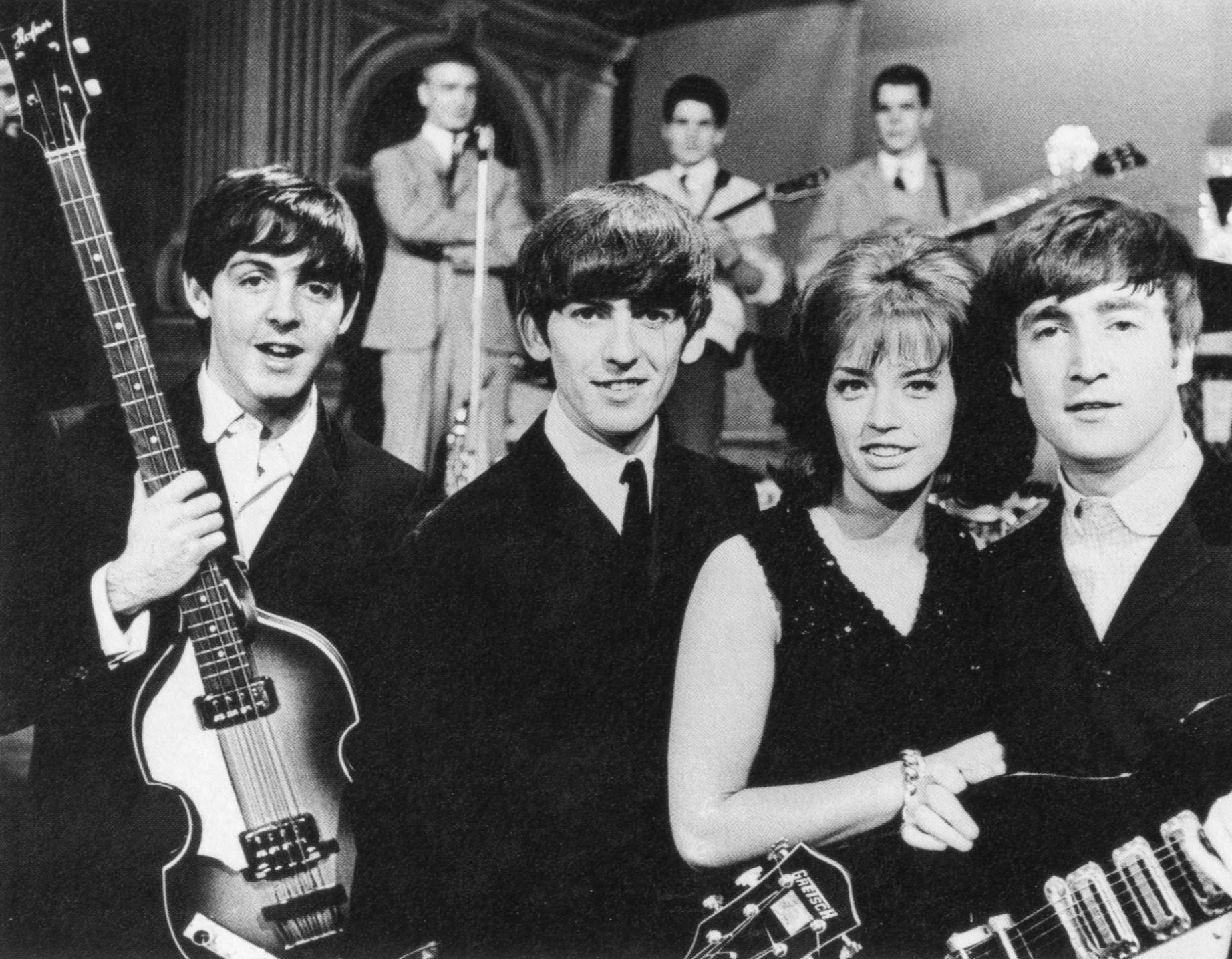
Lill-Babs і The Beatles в якості запрошених зірок на шведському шоу Drop-In, 1963

Лілл-Бабс представила публіці кілька телевізійних шоу, таких як Hemma hos Lill-Babs (1987), Morgonlust (1988), Vem tar vem (1990) і Cocktail (1991), всі з них транслювалися на шведському телебаченні SVT.
У 2010 році вона брала участь в телевізійному шоу «Так набагато краще» (швед. Så mycket bättre) на TV4. У 2012 році Лілл-Бабс взяла участь в шведському телешоу «Зірки в замку» (швед. Stjärnorna på slottet), яка транслювалася на SVT, де вона розповіла про свою кар'єру. У 2017 і 2018 роках вона грала лесбійського персонажа Гуггу (швед . Gugge) в двох сезонах серіалу Bonusfamiljen на SVT (сценарій серіалу повинен був зазнати змін після її смерті).
У 2017 році телеканал TV4 показав двосерійний документальний фільм «Життя Лілль-Бабс» (швед. Lill-Babs, Leva livet), який розповів про її долю і творчість.

## Особисте життя та інші факти
Лілл-Бабс була одружена зі співаком Лассе Бергхагеном в 1965—1968. У 1969—1973 роках вона була одружена з норвезьким футболістом К'єллом Касперсеном. У неї три дочки: Моніка Свенссон (рід. 1955), Малин Бергхаген (рід. 1966) і Крістін Касперс (рід. 1969).
Вона випустила автобіографію «Вона — це я» (швед. Hon är jag) в 1996 році.
У 2017 році Лілл-Бабс була включена в Зал слави шведської музики.

## Пам'ять про Лілл-Бабс
Свенссон померла 3 квітня 2018 після нетривалої хвороби. Причиною смерті став рак в поєднанні з серцевою недостатністю.
У день її смерті і SVT, і TV4 змінили сітки мовлення, пустивши в ефір програми про Лілл-Бабс. SVT транслювала документальний фільм 2004 року «Lill-Babs i 50 år». TV4 показав кілька телепередач про Лілл-Бабс, в тому числі документальний фільм про неї 2017 року. Вранці, коли стало відомо про смерть Лілл-Бабс, ранкове шоу ведучого Малу фон Сіверса було присвячено її смерті. Радіо Sveriges також змінило своє мовлення на ефірні передачі про Свенссон.